# Bercianismo

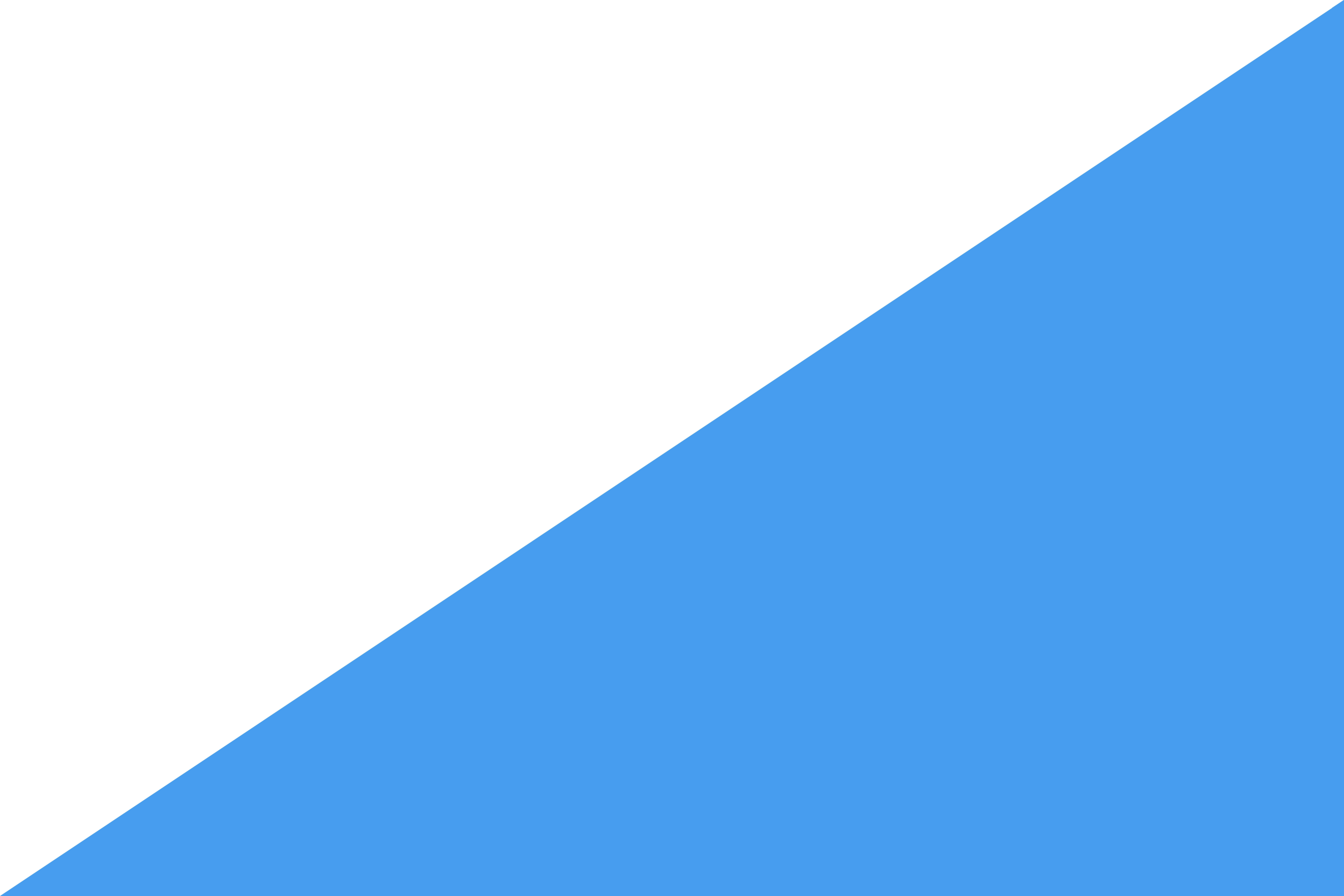
Bandera bercianista usada por el Partido de El Bierzo que durante años (1979-2000) fue considerada oficiosamente la bandera del Bierzo.

El bercianismo es un movimiento político que tradicionalmente ha reclamado la restauración de la provincia del Bierzo de 1822 e incluso una autonomía uniprovincial para El Bierzo. Coalición por El Bierzo (coalición formada por el Partido de El Bierzo y El Bierzo Existe), el partido político más votado y representativo de este movimiento, cuenta con dos concejales en la corporación municipal de Ponferrada y en otros municipios de El Bierzo (18 concejales en total), también cuenta con un consejero en el consejo comarcal. Por su parte el Partido Regionalista de El Bierzo carece de concejales.

## Historia

### Precedentes
Tradicionalmente han existido sectores en El Bierzo que han reclamado mayores dosis de autonomía debido a la lejanía con la capital provincial, León. Tras la pérdida del estatus de provincia distintos sectores continuaron exigiendo el reconocimiento de la identidad y singularidad berciana.  En lo que, desde el bercianismo, se reivindica como continuadores del pensamiento bercianista y germen de este movimiento.[cita requerida]
Aún tras la guerra civil española y la erradicación de la pluralidad política pública, se encuentra desde el medio de comunicación local de la Falange Española de las JONS el anuncio de una posible recuperación de la provincia de El Bierzo al interpretar unas declaraciones favorables a ella por parte del general Franco. [cita requerida]
A finales de los años 1960 se comienza a utilizar el término bercianismo en varios artículos del semanario Aquiana, sobre todos los escritos por Telmo Barrios Troncoso (concejal ponferradino) y por el director del semanario Ignacio Fidalgo. Llegando a diferenciar el primero, en los años 1970, entre bercianistas y ultrabercianistas, lo cual puede indicar una cierta complejidad en el desarrollo del bercianismo sociopolítico de esa época.[cita requerida]

### La llegada de la democracia
Tras la llegada de la democracia, en 1978, los sectores que reclamaban tímidamente una descentralización intentaron organizarse conocedores de futura creación del estado de las autonomías, realizando diversas iniciativas, entre las que destaca el Manifiesto Berciano de 1978, documento en el que se reivindica los derecho de El Bierzo a ser provincia, firmado por muchas personalidades bercianas de la época
Actualmente existe una Ley de comarcalización de El Bierzo, de 1991, en la cual se reconoce la singularidad e identidad de El Bierzo, ambos reconocimientos demandados y reivindicados por el bercianismo.

## Partidos políticos

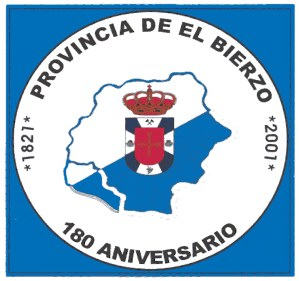
Pegatina en conmemoración del 180 aniversario de la Provincia del Vierzo. Editada por el Partido de El Bierzo.

De los partidos bercianistas que surgieron al final de la década de 1970, Independientes del Bierzo, Asociación Vecinal Independiente y Partido de El Bierzo, solo sobrevive este último. Otros partidos han surgido posteriormente, como Izquierda Berciana, Unidad Bercianista, Partido Provincialista del Bierzo, Partido Regionalista de El Bierzo, fundado por el expresidente del Partido de El Bierzo tras ser expulsado de este partido, curiosamente el mismo día, 23 de abril, fecha fundacional de su anterior partido.
En la década de los 90 el bercianismo político sufre un desgaste en sus resultados electorales, acentuado tras la expulsión del expresidente del Partido de El Bierzo, Tarsicio Carballo Gallardo en el 2000. División que se traduce en una reducción de su ya escasa representación institucional, pasando a gobernar, en coalición, tan solo en el municipio de Castropodame tras las elecciones del 2007, en las que obtuvo 2.284 votos y 2 concejales el PB y ninguno el PRB, cifras lejanas del máximo histórico de bercianismo de 5.118 votos y 16 concejales en 1987.
Dentro del bercianismo político, entre los dos principales partidos, PB y PRB, hay ciertas diferencias, siendo el Partido Regionalista de El Bierzo el que mantiene una actitud intransigente ante los cambios actuales tales como la no aceptación de la bandera oficial como representativa de El Bierzo, reivindicando la suya propia, la blanquiazul, como bandera comarcal, estando abiertamente enfrentado con sus excompañeros del Partido de El Bierzo, negándose a dialogar, siquiera, con ellos.[cita requerida]
En el año 2008 se produce un intento de unión de partidos y personas independientes con el propósito de presentar una candidatura reunificadora en las Elecciones Generales de 2008, uniéndose el Partido de El Bierzo, Unidad Bercianista y diversos Independientes bajo el nombre de Gentes de El Bierzo. Si bien desde un principio sus representantes manifestaron que su intención era que: "(...)la voz del bercianismo estuviera presente en esas elecciones aún sabiendo que no iban a sacar nada", y que se trataba de un experimento, los resultados fueron muy pobres, solo manteniéndose similares a las anteriores elecciones generales los correspondientes a la candidatura al Senado encabezada por Iván Alonso, Secretario General del Partido de El Bierzo.
Para las locales de 2011 el Partido de El Bierzo mantiene la tónica anterior consiguiendo 2.796 votos y 4 concejales, asimismo el PRB con 988 votos no consigue representación. 
Para las elecciones municipales y autonómicas del año 2015 el Partido de El Bierzo y el Partido de la Tierra 7 se coaligan, fundando Coalición por El Bierzo, consiguiendo el mejor resultado de un partido político bercianista hasta la fecha. Obtiene 7.847 votos, convirtiéndose en la 3.ª fuerza política del Bierzo, y 39 concejales, ganando el municipio de Balboa (mayoría absoluta) y en el municipio de Torre de El Bierzo, gobernando ambos. También obtuvo 2 consejeros en el Consejo Comarcal de El Bierzo (1 por la circunscripción electoral de Ponferrada y otro por la circunscripción electoral del Bierzo Alto), y un diputado provincial. Por su parte el Partido Regionalista de El Bierzo obtuvo un concejal en Ponferrada. 

### Resultados electorales
| Año        | Partido de El Bierzo                                                                    | Partido Regionalista del Bierzo | Izquierda Berciana         | Partido Provincialista del Bierzo | Independientes del Bierzo | Total                                                                 |
| ---------- | --------------------------------------------------------------------------------------- | ------------------------------- | -------------------------- | --------------------------------- | ------------------------- | --------------------------------------------------------------------- |
| 1979 Mun.  | --                                                                                      | --                              | --                         | --                                | 1.730 votos, 2 concejales | 1.730 votos, 2 concejales                                             |
| 1982 Cong. | 1.454 votos, 0 diputados                                                                | --                              | --                         | --                                | --                        | 1.454 votos, 0 diputados                                              |
| 1982 Sen.  | 3.224 votos *, 0 senadores                                                              | --                              | --                         | --                                | --                        | 3.224 votos, 0 senadores                                              |
| 1983       | 2.199 votos, 8 concejales                                                               | --                              | --                         | --                                | --                        | 2.199 votos, 8 concejales                                             |
| 1987       | 5.118 votos, 16 concejales                                                              | --                              | --                         | --                                | --                        | 5.118 votos, 16 concejales                                            |
| 1987 Auto. | 5.387 votos, 0 diputados                                                                | --                              | --                         | --                                | --                        | 5.387 votos, 0 diputados                                              |
| 1991       | 4.595 votos, 13 concejales                                                              | --                              | 4.044 votos, 26 concejales | --                                | --                        | 8.639 votos, 39 concejales                                            |
| 1991 Auto. | 4.465 votos, 0 diputados                                                                | --                              | 3.407 votos, 0 diputados   | --                                | --                        | 7.872 votos, 0 diputados                                              |
| 1993 Cong. | 1.418 votos, 0 diputados                                                                | --                              | --                         | --                                | --                        | 1.418 votos, 0 diputados                                              |
| 1993 Sen.  | 5.151 votos, 0 senadores                                                                | --                              | --                         | --                                | --                        | 5.151 votos, 0 senadores                                              |
| 1995       | 4.855 votos, 12 concejales                                                              | --                              | --                         | 1.213 votos, 2 concejales         | --                        | 6.068 votos, 14 concejales                                            |
| 1995 Auto. | 6.646 votos, 0 diputados                                                                | --                              | --                         | 909 votos, 0 diputados            | --                        | 7.555 votos, 0 diputados                                              |
| 1996 Cong. | 1.000 votos, 0 diputados                                                                | --                              | --                         | --                                | --                        | 1.000 votos, 0 diputados                                              |
| 1996 Sen.  | 3.589 votos, 0 senadores                                                                | --                              | --                         | --                                | --                        | 3.589 votos, 0 senadores                                              |
| 1999       | 3.734 votos, 10 concejales                                                              | --                              | --                         | --                                | --                        | 3.734 votos, 10 concejales                                            |
| 1999 Auto. | 3.851 votos, 0 diputados                                                                | --                              | --                         | --                                | --                        | 3.851 votos, 0 diputados                                              |
| 2000 Cong. | 1.191 votos, 0 diputados                                                                | --                              | --                         | --                                | --                        | 1.191 votos, 0 diputados                                              |
| 2000 Sen.  | 2.409 votos, 0 senadores                                                                | --                              | --                         | --                                | --                        | 2.409 votos, 0 senadores                                              |
| 2003       | 2.787 votos, 3 concejales                                                               | 1.100 votos, 0 concejales       | --                         | --                                | --                        | 3.887 votos, 3 concejales                                             |
| 2003 Auto. | 2.286 votos, 0 diputados                                                                | 1.041 votos, 0 diputados        | --                         | --                                | --                        | 3.327 votos, 0 diputados                                              |
| 2004 Sen.  | 1.640 votos, 0 senadores                                                                | --                              | --                         | --                                | --                        | 1.640 votos, 0 senadores                                              |
| 2007       | 2.284 votos, 2 concejales                                                               | 1032 votos, 0 concejales        | --                         | --                                | --                        | 3.316 votos, 2 concejales                                             |
| 2007 Auto. | 1.427 votos, 0 diputados (presentándose junto a Alternativa por Castilla y León (ACAL)) | 1028 votos, 0 diputados         | --                         | --                                | --                        | 2.455 votos, 0 diputados                                              |
| 2008 Cong. | 277 votos, 0 diputados (presentándose en Gentes de El Bierzo (PB-UB))                   | --                              | --                         | --                                | --                        | 277 votos, 0 diputados                                                |
| 2008 Sen.  | 1.233 votos, 0 senadores (presentándose en Gentes de El Bierzo (PB-UB))                 | --                              | --                         | --                                | --                        | 1.233 votos, 0 senadores                                              |
| 2011       | 2.796 votos, 4 concejales                                                               | 988 votos, 0 concejales         | --                         | --                                | --                        | 3.784 votos, 4 concejales                                             |
| 2011 Auto. | 2.401 votos, 0 diputados                                                                | 657 votos, 0 diputados          | --                         | --                                | --                        | 3.058 votos, 0 diputados                                              |
| 2015       | 7.847 votos, 39 concejales (presentándose en Coalición por El Bierzo):                  | 1688 votos, 1 concejal.         | --                         | --                                | --                        | 9.535, 40 concejales, 2 consejeros comarcales y 1 diputado provincial |
| 2015 Auto. | 5.026 votos, 0 diputados (presentándose en Coalición por El Bierzo                      | 722 votos, 0 diputados          | --                         | --                                | --                        | 5.748 votos, 0 diputados                                              |

- En los resultados de las elecciones al Senado se reflejan los resultados del candidato de esa candidatura más votado, en caso de haber más de uno.